# Ou murat
Ouăle murate sunt de obicei ouă fierte tari, care sunt murate în oțet și/sau saramură. Acest lucru a fost inițial  folosit la multe produse ca o modalitate de a păstra produsele alimentare, astfel încât acestea să poată fi mâncate câteva luni mai târziu; ouăle murate au devenit favorite printre multe altele, ca o gustare sau aperitiv popular în pub-uri, baruri și taverne, și în jurul lumii în locuri unde se servește bere. 
După ce ouăle sunt fierte, coaja este îndepărtată iar acestea sunt scufundate într-o soluție de oțet, sare, condimente picante și alte condimente. Rețetele variază de la soluția de saramură utilizată în mod tradițional pentru murături la alte rețete care pot avea gust dulce sau picant.
Gustul final este determinat în mare măsură de soluția de murare. Ouăle sunt lăsate în această soluție de la o zi la luni. Expunerea prelungită la soluția de murare poate avea ca rezultat o textură cauciucată. Ouăle ar trebui pregătite în mod corespunzător pentru a evita intoxicațiile alimentare.

## Legături externe
- How to pickle eggs